# Teizo Takeuchi
Teizo Takeuchi (6. november 1908 - 12. april 1946) var en japansk fodboldspiller.

## Japans fodboldlandshold
| Japans landshold | Japans landshold | Japans landshold |
| År               | Kmp              | Mål              |
| ---------------- | ---------------- | ---------------- |
| 1930             | 2                | 0                |
| 1931             | 0                | 0                |
| 1932             | 0                | 0                |
| 1933             | 0                | 0                |
| 1934             | 0                | 0                |
| 1935             | 0                | 0                |
| 1936             | 2                | 0                |
| Total            | 4                | 0                |